# (16749) Vospini
(16749) Vospini est un astéroïde de la ceinture principale.

## Description
(16749) Vospini est un astéroïde de la ceinture principale. Il fut découvert le 16 août 1996 à Sormano par Piero Sicoli et Valter Giuliani. Il présente une orbite caractérisée par un demi-grand axe de 2,58 UA, une excentricité de 0,15 et une inclinaison de 14,4° par rapport à l'écliptique.